# Santo Tomé de Gayoso
Gayoso (llamada oficialmente San Tomé de Gaioso) es una parroquia española del municipio de Otero de Rey, en la provincia de Lugo, Galicia.

## Otras denominaciones
La parroquia también es conocida por el nombre de Santo Tomé de Gayoso.

## Organización territorial
La parroquia está formada por cuatro entidades de población, constando tres de ellas en el nomenclátor del Instituto Nacional de Estadística español:
- Algar
- Cachupeiro (Cachopeiro)(Cachopeiro de Arriba)*
- Cachopeiro de Abaixo
- Santo Tomé (San Tomé)

## Demografía
| Gráfica de evolución demográfica de Gayoso entre 2000 y 2020 |
|                                                              |
| Datos según el nomenclátor publicado por el INE.             |